# Samuel Ndhlovu
Samuel Ndhlovu (ur. 27 września 1937 w Luanshyi – zm. 10 października 2001 w Mufulirze) – zambijski piłkarz grający na pozycji napastnika, a następnie trener piłkarski.

## Kariera klubowa
Całą swoją karierę piłkarską Ndhlovu spędził w klubie Mufulira Wanderers. W 1956 roku zadebiutował w jego barwach w zambijskiej lidze i grał w nim do 1975 roku. Wywalczył z nim pięć tytułów mistrza Zambii w sezonach 1964, 1965, 1966, 1967 i 1969 oraz zdobył siedem Pucharów Zambii w sezonach 1965, 1966, 1968, 1971, 1973, 1974 i 1975.

## Kariera reprezentacyjna
W reprezentacji Zambii Ndhlovu zadebiutował w 1964 roku. Grał w niej do 1969 roku.

## Kariera trenerska
Ndhlovu w latach 1966-1971 był grającym trenerem klubu Mufulira Wanderers. Następnie wielokrotnie pracował jako selekcjoner reprezentacji Zambii (1967, 1968, 1969, 1987-1992). Prowadził ją na Igrzyskach Olimpijskich w Seulu i w Pucharze Narodów Afryki 1992. Był również trenerem klubu LCS Gunners.